# Микроблогинг
Микроблогинг је медиј који функционише у форми блога (blogging). Микроблог се разликује од класичног блога по томе што је његов садржај много мањи у смислу величине фајла и простора којег заузима. Микроблог дозвољава корисницима да размијењују мале садржаје као што су кратке реченице, поједине слике или видео линкове. Ове мале поруке се понекад називају микропостови.
Неки микроблог сервиси нуде својства као што су подешавање приватности, на основу које корисник контролише ко има право да чита микроблог, или да изабере алтернативне начине објављивања који се не заснивају на окружењу Свјетске мреже.

## Сервиси
Први микроблогови су били познати као тамблблогови (tumblelogs). Термин је креиран у блог посту из 12. априла 2005. године. Џејсон Котке описује овај назив у октобру 2005. године, описујући га као „брзи и прљави ток свијести, нешто као посебан стил линклога али са више садржаја од линкова“.
Било како било, током 2006. и 2007. године термин микроблог се почео користити много више за означавање сервиса као што су Tumblr (Тамблр) и Twitter (Твитер). Твитер је посебно популаран у Кини, јер га користи 35 милиона људи у 2012. години, према подацима GlobalWebIndex. У истом периоду се дешава експанзија микроблог сајтова, а неки од њих су PingGadget – микроблогинг сервис базиран на локацији; Pownce, који је развијен од стране Кевина Роуза који је интегрисао микроблогинг са системом дијељења датотека и системом за позивнице на догађаје. Овај посљедњи је интегрисан у сервис Six Apart у децембру 2008. године.
Остале друштвене мреже такође нуде микроблогинг услуге (Фејсбук, МајСпејс, ЛинкедИн), али у форми ажурирања статуса. Иако је овај тип микроблогинга знатно редукован, може се сматрати да припада овом појму јер укључује размјену кратких реченица и слика.

## Коришћење микроблогова
Неколико студија, укључујући оне из Харвардове пословне школе и Сисомоса, су покушале анализирати понашање корисника на микроблогинг севисима. Неке од ових студија показују да сервиси као што је Твитер показују како већина активних корисника највише доприноси укупној активности сервиса. Сисом је провео истраживање Твитера које је било базирано на 11 милиона корисника, а резултати показују да 10% корисника генерише 86% активности на сервису. Иста студија показује да су посебне групе маркетара на Твитеру много активније од просјечних корисника (15% маркетара прати преко 2 хиљаде људи и 0,29% Твитер корисника прати више од 2 хиљаде људи).
Емили Пронин је провела студију на Принстон Универзитету, заједно са Данијелом Вагнером са Харварда, која је показала могуће објашњење за убрзани раст микроблогинга. Студија предлаже везу између кратких „рафала“ активности и осјећања усхићења, моћи и креативности.
Општи утицаји микроблогова очигледно расту свакодневно, док утицај мобилног микроблоговања ипак расте спорије. Међу најпопуларнијим активностима корисника мобилних уређаја у 2012. години, микроблогинг и Твитер су заузимали посљедње мјесто, са само 27% корисника.

## Проблеми микроблогинга
Микроблогинг има много проблема, а неки од њих су приватност, сигурност и интеграција. Приватност је вјероватно најзначајнији проблем јер корисници могу емитовати осјетљиве личне информације свима који виде њихов јавни профил. Платформе микроблогова могу проузроковати преблеме у приватности на начин да аутоматски подесе опције за приватност на начин који може компромитовати личне податке. Примјер је Гугл Баз сервис који је „дигао прашину“ 2010. године јер је кориснике из електронске поште аутоматски укључио у „пратиоце“.
На централизованим сервисима, на којима све информације теку кроз једну тачку (као што је Твитер), приватност је проблем због тога што омогућава владама и судовима да приступају информацијама које би требало да буду приватне (најчешће кроз судске налоге). Примјери могу бити Викиликс у вези са Твитером, као и многи други случајеви.
Сигурност као проблем је првобитно покренуо пословни свијет, јер постоји могућност да се осјетљиве пословне информације публикују на микроблогинг сајтовима као што је Твитер. Интеграција је вјероватно најтежи проблем за ријешити, јер се сматра да се читава корпоративна култура мора промијенити приликом увођења микроблогинга.